# Uma Pitada de Sorte
Uma Pitada de Sorte é um filme brasileiro de 2022 do gênero comédia, dirigido por Pedro Antonio e estrelado por Fabiana Karla no papel da sonhadora Pérola, uma animadora de festas infantis que sonha se tornar chef. A produção foi distribuída pela Downtown Filmes e Paris Filmes.

## Elenco
- Fabiana Karla como Pérola "Pepé" Brandão
- Mouhamed Harfouch como Lugão
- Iván Espeche como Diego Gomez
- Jandira Martini como Gina Brandão
- JP Rufino como Fred Brandão
- Flávia Reis como Raylane
- José Rubens Chachá como Lorenzo
- Regiane Alves como Margô Albuquerque
- Pedroca Monteiro como Bob
- Pablo Sanábio como Vicente
- Thiaguinho como ele mesmo